# Янтарна вулиця (Київ)
Янта́рна ву́лиця — вулиця у Святошинському районі міста Києва, селище Жовтневе. Пролягає від Кільцевої дороги до тупика.

## Історія
Вулиця виникла в середині XX століття, мала назву Вінницька (на честь міста Вінниця). Сучасна назва — з 1965 року.

## Установи та заклади
- Києво-Святошинська районна рада і Державної адміністрація Києво-Святошинського району (буд. № 12)[2].

## Зображення

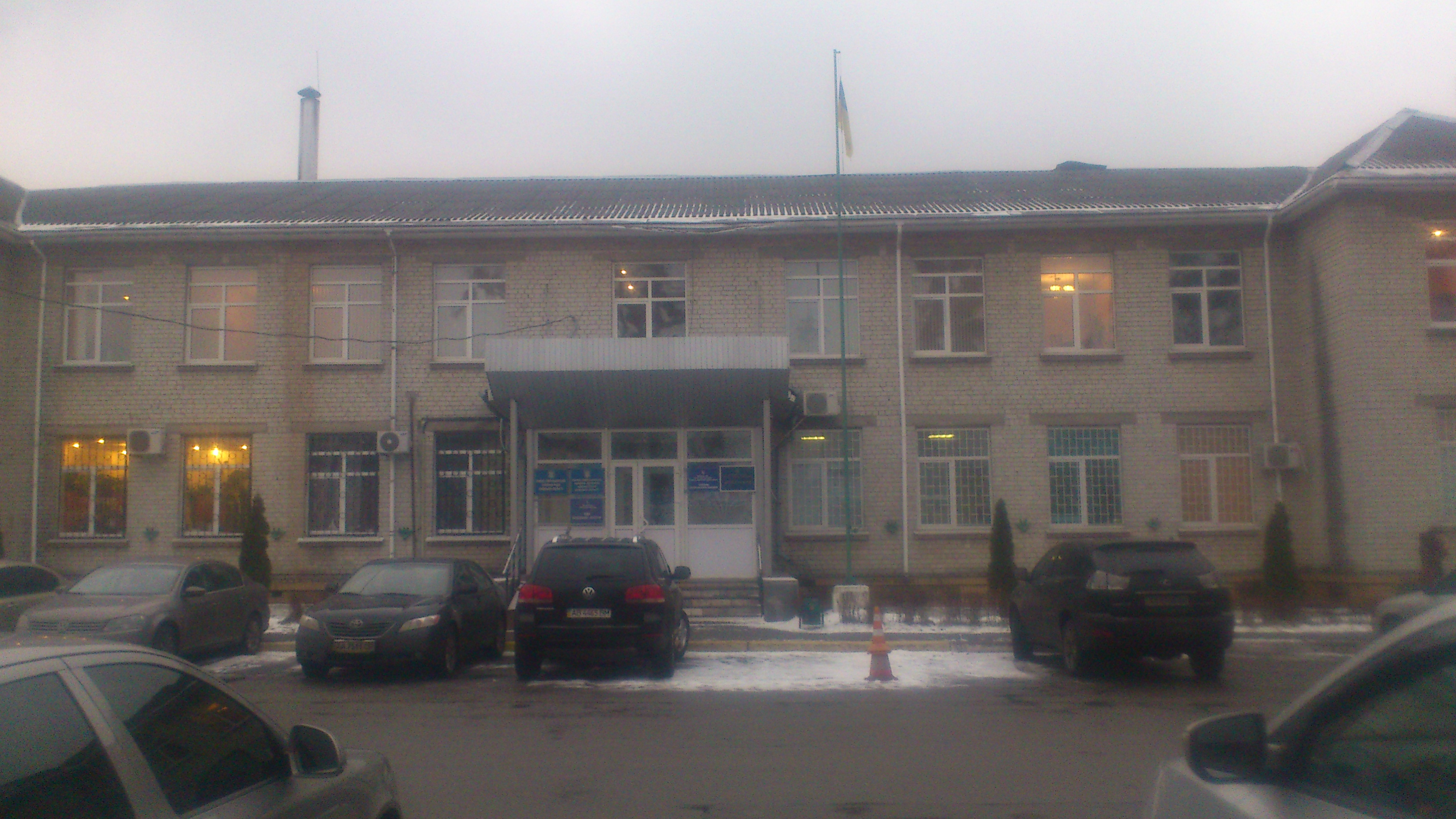
Будівля районної ради і державної адміністрації Києво-Святошинського району